# كريستو ساج
كريستو ساج (بالإستونية: Kristo Saage)‏ مواليد 2 فبراير 1985 في إستونيا، هو لاعب كرة سلة إستوني. بدأ مسيرته الاحترافية في سنة 2001. يلعب في الدوري الإستوني الممتاز لكرة السلة كلاعب هجوم خلفي. يحمل الرقم 1. لعب مع راكفيره تارفاس ونادي أتلتاس لكرة السلة.

## الإنجازات
- الدوري الإستوني الممتاز لكرة السلة : 2004–05
- كأس إستونيا لكرة السلة : 2005، 2007
- كأس إستونيا لكرة السلة : 2011

## روابط خارجية
- كريستو ساج على موقع الاتحاد الدولي لكرة السلة (الإنجليزية)
- كريستو ساج على موقع كرة السلة الأوروبية.كوم (الإنجليزية)
- كريستو ساج على موقع ريلجم (الإنجليزية)
- كريستو ساج على موقع بروبوليرز (الإنجليزية)